# كريس مالوني (مغني)
كريس مالوني (بالإنجليزية: Chris Maloney)‏ هو مغني بريطاني، ولد في 26 فبراير 1977 في ليفربول في المملكة المتحدة.

## روابط خارجية
- كريس مالوني على موقع IMDb (الإنجليزية)